# King's Lynn and West Norfolk
King's Lynn and West Norfolk är ett distrikt (motsvarande kommun) i grevskapet Norfolk i England, Storbritannien. Distriktet har 155 741 invånare (2022). Större orter är Downham Market och  King's Lynn.  Distriktet är indelat i 101 civil parishes, förutom King's Lynn som saknar civil parish.